# 科隆比耶
科隆比耶（法語：Colombiers，法語發音：[kɔlɔ̃bje] ⓘ）是法国埃罗省的一个市镇，属于贝济耶区。

## 地理
科隆比耶（43°18'47"N, 3°8'26"E）面积10.14 平方千米，位于法国奧克西塔尼大區埃罗省，该省份为法国南部沿海省份，南濒地中海，西南接奥德省，西北接塔恩省和阿韦龙省，东北与加尔省接壤。
与科隆比耶接壤的市镇（或旧市镇、城区）包括：貝濟耶、莱斯皮尼昂、蒙塔迪、尼桑莱藏塞吕讷。

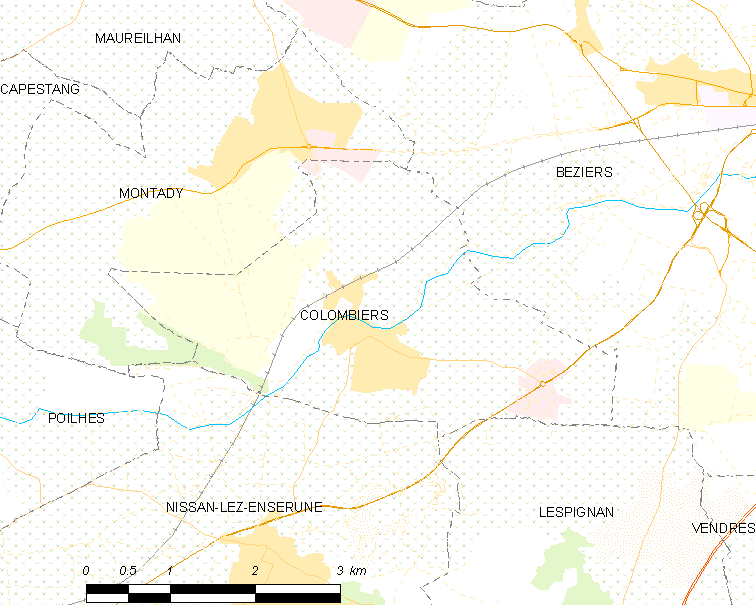
科隆比耶的OSM定位图

科隆比耶的时区为UTC+01:00、UTC+02:00（夏令时）。

## 行政
科隆比耶的邮政编码为34440，INSEE市镇编码为34081。

## 政治
科隆比耶所属的省级选区为卡祖勒莱贝济耶县。

## 人口

1962-2008年间科隆比耶人口变化图示

科隆比耶于2022年1月1日时的人口数量为2755人。